# ケアケアラニワヒネ
ケアケアラニワヒネ (1640年-1695年)はハワイ島のアリイ。

## 家族
母はハワイのアリイのケアカマハナ、父は母の従兄弟イウィカウイカウアだった。母の死後ハワイ島のアリイとなった。ケアカマハナやケアケアラニワヒネはホルアロア湾の王室だった。
ケアケアラニワヒネにはケアウェッイーケカヒアリッイオカモクやカラニカウレレイアイウィなど2人の息子と2人の娘がいた。カメハメハ1世は孫に当たる。
ケアケアラニワヒネは1695年に亡くなった。

## 治世
治世は問題を抱えた。イ家は祖先であるウミ・ア・リロアの息子であるクマラエの時代から、ヒロ地区を支配していて、封建的義務を負っていた。この時のヒロ地区のチーフはイの孫でクアアナアイ(Kua-a-na-a-l)の子、クアフイアだった。戦争につながったが、その出来事は記録には残されていないが、クアウィアとケアケアラニワヒネの長くて激しい闘争はしばしば暗示されている。記録はその終戦に関しても記録されていないが、王室は鎮圧することができなかったと推測される。